# Paus Johannes IX
Johannes IX (Tivoli, geboortedatum onbekend - sterfplaats onbekend, januari 900) was paus van januari 898 tot 900. Hij was een benedictijn die op voorspraak van keizer Lambert van Spoleto werd gekozen. Hij bekrachtigde het oordeel van zijn directe voorganger, paus Theodorus II om de eerdere paus Formosus alsnog een christelijke begrafenis te geven. Bovendien liet hij de veroordeling van Formosus, uitgesproken tijdens een schijnproces herroepen en de notulen van de synode verbranden.
Johannes IX zag in dat zijn pontificaat gebaat was bij goede banden met het keizerrijk. In de strijd tussen Lambert van Spoleto en Arnulf van Karinthië steunde hij Spoleto onvoorwaardelijk. Om de banden tussen paus en keizer te versterken liet hij vastleggen dat de inhuldiging van de paus slechts kon plaatsvinden in aanwezigheid van afgezanten van de keizer. Johannes stierf onverwacht in 900.
Cursief: tegenpaus